# كازانوفا (البرازيل)
كازانوفا (بالبرتغالية: Casa Nova) هي بلديّة تقع في ولاية باهيا في المنطقة الشماليّة الشرقيّة في البرازيل. تأسست عام 1879، وتبلغ مساحتها 9657 كيلومترًا مربعًا، وترتفع عن سطح البحر قرابة 417 مترًا. بلغ عدد سكانها في عام 2015 حوالي 72,172 نسمة.

## الموقع
تقع مدينة كازانوفا البرازيلية في شمال ولاية باهيا.

## وصلات خارجية
- الموقع الرسمي للبلدية (بالبرتغالية)